# Project Reason
Project Reason er et initiativ af den amerikanske forfatter og prominente ateist Sam Harris. Formålet er at udbrede videnskab og sekulære værdier i det amerikanske samfund og promovere kritisk tænkning og fornuftbaseret politik, samt at begrænse indflydelsen fra holdninger baseret på dogmer og overtro.
Projektet vil trække på talenter inden for en bred vifte af discipliner, såsom videnskab, jura, litteratur, underholdning og informationsteknologi. Aktiviteter inkluderer afholdelse af konferencer, produktion af film, sponsering af videnskabelig forskning og opinionsundersøgelser, samt støtte til religiøse dissidenter og intellektuelle.
Bestyrelsen udgøres af:
- Clifford S. Asness
- Peter Atkins
- Jerry Coyne
- Richard Dawkins
- Daniel C. Dennett
- Brent Forrester
- Rebecca Goldstein
- Ayaan Hirsi Ali
- Christopher Hitchens
- Harold Kroto
- Bill Maher
- Ian McEwan
- Steven Pinker
- Salman Rushdie
- Lee M. Silver
- Ibn Warraq
- Steven Weinberg

## Eksterne referencer
- officiel hjemmeside
- Sam Harris – Officiel hjemmeside